# Немецкоговорящие страны
Немецкий язык принадлежит к западногерманской подгруппе германских языков и является официальным государственным языком таких государств, как Германия (около 76-77 млн говорящих), Австрия (7,5 млн человек), Лихтенштейн, а также одним из официальных языков Швейцарии (4,6 млн говорящих, или 72,4 % населения), Люксембурга и Бельгии. Значительные группы немецкоязычного населения проживают также во Франции, Италии, США, Канаде, Бразилии, Аргентине, России, Казахстане, Киргизии,  Польше и Румынии, однако последние не относятся к группе немецкоязычных стран.

## Диалекты
Литературный немецкий язык (Hochdeutsch) является общепринятым в сфере образования, делопроизводстве, официальных учреждениях и т. п. Существует много региональных диалектов немецкого языка, например, немецко-платский (нижненемецкий), на котором говорят на севере страны (он отчасти похож на голландский и более близок к английскому, чем к литературному немецкому), швабский на юго-западе, баварский на юге и саксонский на юго-востоке. В Австрии и Швейцарии используются свои национальные варианты литературного немецкого языка (соответственно, австрийский и швейцарский, которые нельзя путать с австро-баварским или швейцарским диалектами), отличающиеся некоторыми особенностями фонетики, морфологии и лексики.

## D-A-CH
Три крупнейшие немецкоязычные страны могут обозначаться аббревиатурой DACH (дах) от D (Германия, Deutschland), A (Австрия, лат. Austria) и CH (Швейцария, лат. Confoederatio Helvetica). Аббревиатура используется преимущественно для наименований мероприятий, конференций, например, «DACH Meteorologentagung» («Метеорологическая служба») — или для других общих проектов этих трёх стран. Имеются также электронные карты для навигаторов с таким же названием.